# Tracer (wetenschap)
Een tracer wordt in verschillende disciplines van experimentele wetenschap gebruikt om materialen te volgen. Een tracer kan een kleurstof zijn om bijvoorbeeld de stroming van water te volgen of een radioactief materiaal. Radioactieve tracers worden onder andere gebruikt om de opname van voedsel, gifstoffen of medicijnen in planten, dieren of mensen te volgen of om atomen te volgen in het geval van diffusie in vaste stoffen.